# Lorenzo Pellegrini
Lorenzo Pellegrini (* 19. Juni 1996 in Rom) ist ein italienischer Fußballspieler. Der Mittelfeldspieler steht aktuell bei der AS Rom unter Vertrag und ist seit 2021 deren Mannschaftskapitän.

## Karriere

### Vereine
Pellegrini entstammt der Jugendabteilung der AS Rom und war in dieser bis 2015 aktiv. Bereits in der Rückrunde der Spielzeit 2013/14 hatte er ersten Kontakt zur Profimannschaft und war einmalig als Auswechselspieler im Kader. In der Folgesaison stand er ab der Rückrunde regelmäßig im Kader und absolvierte am 22. März 2015 beim 1:0-Erfolg über die AC Cesena seine erste Serie-A-Partie, die zugleich sein einziges Spiel für die AS Rom darstellt.
Im Juli 2015 wechselte er zur US Sassuolo Calcio, wo er einen Vertrag bis 2020 unterschrieb. Mit Sassuolo erreichte Pellegrini in der Spielzeit 2015/16 den sechsten Platz und damit die Qualifikation zur Europa League, in der Sassuolo 2016/17 spielte, allerdings nicht über die Gruppenphase hinauskam.
Im Sommer 2017 kehrte er zur AS Rom zurück. Im Laufe der Jahre wurde Pellegrini bei der Roma nicht nur Stammspieler, sondern 2021 auch Mannschaftskapitän. Er durfte in dieser Funktion sowie als in Rom geborener Spieler am 25. Mai 2022 seinen ersten Titel in die Höhe stemmen: Mit den Giallorossi gewann er die UEFA Europa Conference League 2021/22. Er wurde zudem zum besten Spieler des Turniers gewählt.

### Nationalmannschaft
Pellegrini spielte für die U19-, U20- und U21-Auswahl Italiens. Mit der U21 erreichte er bei der EM 2017 das Halbfinale.
Am 25. Mai 2017 wurde Pellegrini von Nationaltrainer Gian Piero Ventura für das inoffizielle Freundschaftsspiel Italiens gegen San Marino am 31. Mai nominiert und eingesetzt. Sein erstes offizielles Länderspiel und damit sein Debüt für die Squadra Azzurra absolvierte Pellegrini am 11. Juni 2017 gegen Liechtenstein. Seit 2018 gehört Pellegrini zum festen Stamm der Nationalmannschaft, verpasste aufgrund einer Verletzung jedoch den Titelgewinn bei der EM 2021. Er war Teil der Mannschaft, die Dritter der UEFA Nations League 2020/21 wurde, verpasste mit Italien allerdings auch die WM 2022.

## Erfolge
AS Rom
- UEFA Europa Conference League: 2021/22

Nationalmannschaft
- Dritter der UEFA Nations League: 2020/21

Auszeichnungen
- Bester Spieler der UEFA Europa Conference League: 2021/22
- Mannschaft der Saison der UEFA Europa Conference League: 2021/22
- Mannschaft der Saison der Europa League: 2 (2020/21, 2022/23)